# L-多巴醌
l-多巴醌是一种含氮有机化合物，分子式C9H9NO4，是l-多巴的代谢产物，和黑色素生物合成的前体物质。黑色素的生物合成通常发生在黑素細胞，起始物质为酪氨酸。